# Папская Римская археологическая академия
Папская Римская археологическая академия (итал. Pontificia Accademia Romana di Archeologia) — папская академия, основанная с целью изучения археологии в контексте истории христианства.

## История
В XVII веке в Католической церкви сформировался устойчивый интерес к археологическим находкам, важным для изучения истории христианства, в частности большой интерес вызвали работы, посвящённые раскопкам в римских катакомбах. В связи с этим Бенедикт XIV основал «Ассоциацию изучающих римскую археологию», ставшей предтечей современной академии.
В период наполеоновского господства в Италии в 1810 году была основана «Свободная римская археологическая академия». После падения Наполеона она была распущена, однако в 1816 году Пий VII по рекомендации своего советника кардинала Эрколе Консальви провозгласил создание Римской академии археологии, которая быстро превратилась в важный международный центр исторических исследований. Первым президентом академии был назначен скульптор Антонио Канова. Членами и лекторами академии были Бартольд Георг Нибур, Давид Окерблад, Бертель Торвальдсен и др. В 1829 году академия получила статус папской.
В XIX веке Академия активно участвовала в мероприятиях по сохранению и восстановлению памятников римской архитектуры, в частности, Пантеона.

## Современное состояние
Академия работает под руководством и надзором со стороны Папской комиссии по священной археологии. Камерленго Римско-католической церкви считается её попечителем. В настоящее время Академия насчитывает 140 членов, из которых 40 — действительные (учёные-археологи, живущие и работающие в Риме), а остальные — почётные и члены-корреспонденты. С 2011 года её президентом является доктор Марко Буонокоре (Marco Buonocore). Девиз академии — «In apricum proferet» (Вывести на свет). Резиденция академии располагается в здании папской канцелярии (Палаццо делла Канчеллериа).